# الكتابة المسمارية البدائية
النص المسماري البدائي نظامًا للكتابة البدائية ظهر في بلاد ما بين النهرين، وتطور في نهاية المطاف إلى النص المسماري المبكر المستخدم في فترة الأسرات الأولى المبكرة في المنطقة. نشأ هذا النظام من النظام الرمزي المستخدم بالفعل في مختلف أنحاء المنطقة خلال آلاف السنين السابقة. في حين إنه من المعروف بشكل قاطع إن الكتابة المسمارية اللاحقة كانت تستخدم لكتابة اللغة السومرية، فإنه لا يزال من غير المؤكد ما هي اللغة الأساسية للنصوص المسمارية البدائية.

## تأريخ

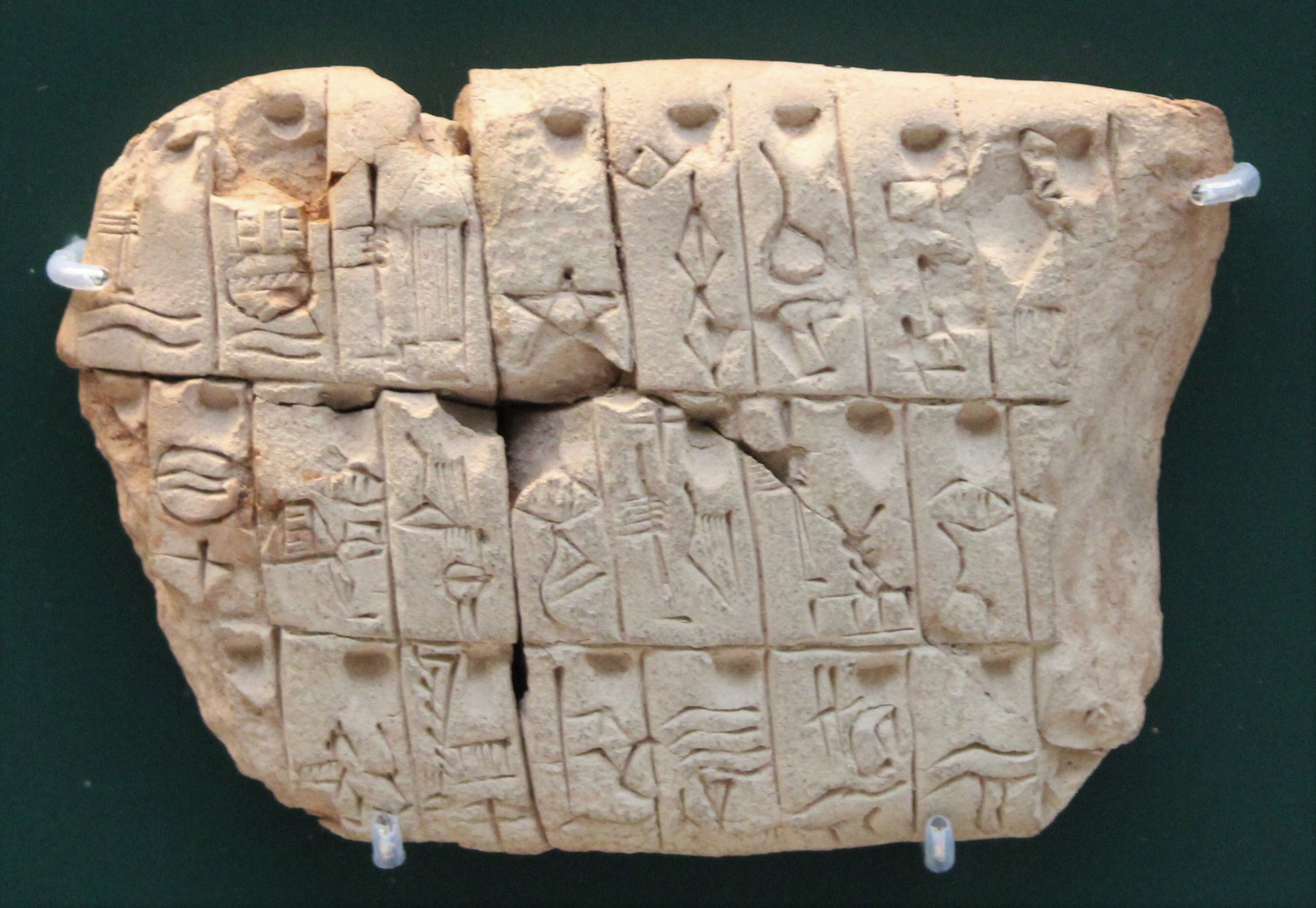
قائمة معجمية للأماكن بالخط المسماري البدائي (BM_116625)

خلال الألفية التاسعة قبل الميلاد، بدأ استخدام نظام يعتمد على الرموز في أجزاء مختلفة من الشرق الأدنى القديم. تطورت هذه إلى رموز مميزة، ثم إلى مظاريف مميزة تُعرف الآن باسم الفقاعات الطينية.من المفترض عادة إن هذه كانت الأساس لتطوير الكتابة المسمارية البدائية، فضلاً عن نظام الكتابة العيلامية البدائية المعاصر: حيث نقب عن ما يصل إلى ثلثي الرموز المكتشفة في سوسة، المدينة الأكثر أهمية في ما سيصبح عيلام. أستمر إستخدام هذه الرموز، حتى بعد تطوير الكتابة المسمارية البدائية واللغة العيلامية البدائية. أُقترح وجود لوح مجزأ واحد في موقع هاسينيبي تبه بأوروك كلوحة رقمية.
أقدم الألواح التي عثر عليها، تعود إلى فترة أوروك الخامسة، هي ذات طابع"عددي". تتكون فقط من قوائم أرقام مرتبطة بـ 18 علامة معروفة(دوائر، مثلثات، إلخ)، ومختومة في بعض الأحيان. أُقترح أنها ظهرت في وقت مبكر من فترة أوروك الرابعة وظلت قيد الأستخدام حتى فترة أوروك الرابعة أ.وعادة ما يطلق عليها أسم"الألواح الرقمية"أو"الألواح المطبوعة". وقد عثر على معظمها في سوسة (75)وأوروك(58)(أعداد صغيرة في جمدة نصر (2)، وتشوغا ميش (1)، وتيبي سيالك (10)، وتوتوب (1) وماري (1)) بما في ذلك بعضها تفتقر إلى الألواح العيلامية الأولية والألواح المسمارية الأولية اللاحقة، مثل تل براك (1)، وحبوبة كبيرة (3)، وتيبي حصار، وجودين تيبي(38)، ونينوى(1)، وجبل أرودا (13). توجد بعض الألواح التي لا أصل لها محفوظة في مجموعات خاصة.
ظهرت الكتابة المسمارية البدائية في ما يسمى الآن بفترة أوروك الرابعة( ق. 3300 BC )، وأستخدامه خلال فترة أوروك الثالثة اللاحقة. تطور النص ببطء مع مرور الوقت، مع تغير العلامات ودمجها. أستخدم لأول مرة في أوروك، ثم أنتشر لاحقًا إلى مواقع إضافية مثل جمدة نصر.
مع ظهور فترة الأسرات المبكرة حوالي ق. 2900 BC، ظهرت الكتابة المسمارية القياسية المستخدمة لكتابة اللغة السومرية، على الرغم إنه لم يتم إسترداد سوى حوالي 400 لوح من هذه الفترة؛ معظمها من أور، مع عدد قليل من أوروك.وهكذا فإن الخمسة آلاف عام منذ ظهور الرموز وحتى الكتابة المسمارية الكاملة كانت مساوية تقريباً للخمسة آلاف عام منذ ذلك الحين.

## لغة

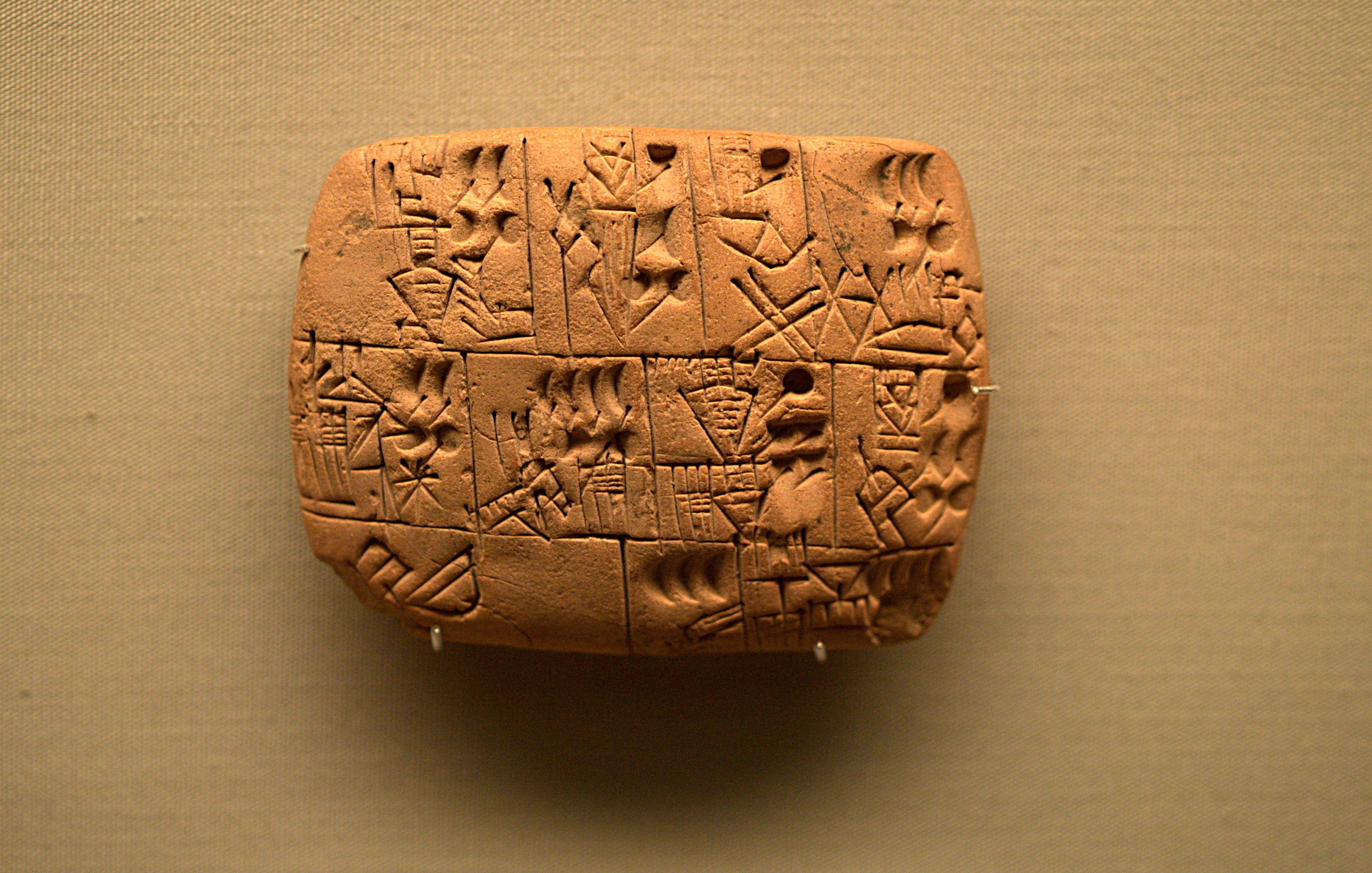
لوح مسماري بدائي يسجل توزيع البيرة

هناك نقاش قائم منذ فترة طويلة في المجتمع الأكاديمي بشأن موعد وصول الشعب السومري إلى بلاد ما بين النهرين. من الواضح بشكل عام إن عدداً من التغييرات الأساسية حدثت في بلاد ما بين النهرين مثل أستخدام الطوب المستوي المحدب ــ في ذات وقت ظهور أول دليل قاطع على اللغة السومرية خلال فترة الأسرة الأولى المبكرة، ذلك جزئياً بفضل الحجج والأدلة اللغوية. لا تقدم الكتابة المسمارية البدائية أي أدلة واضحة حول اللغة المنطوقة التي تم ترميزها، مما يؤدي إلى الكثير من التكهنات، على الرغم من إفتراض إن اللغة السومرية غالبًا ما تكون كذلك.

## مجموعة

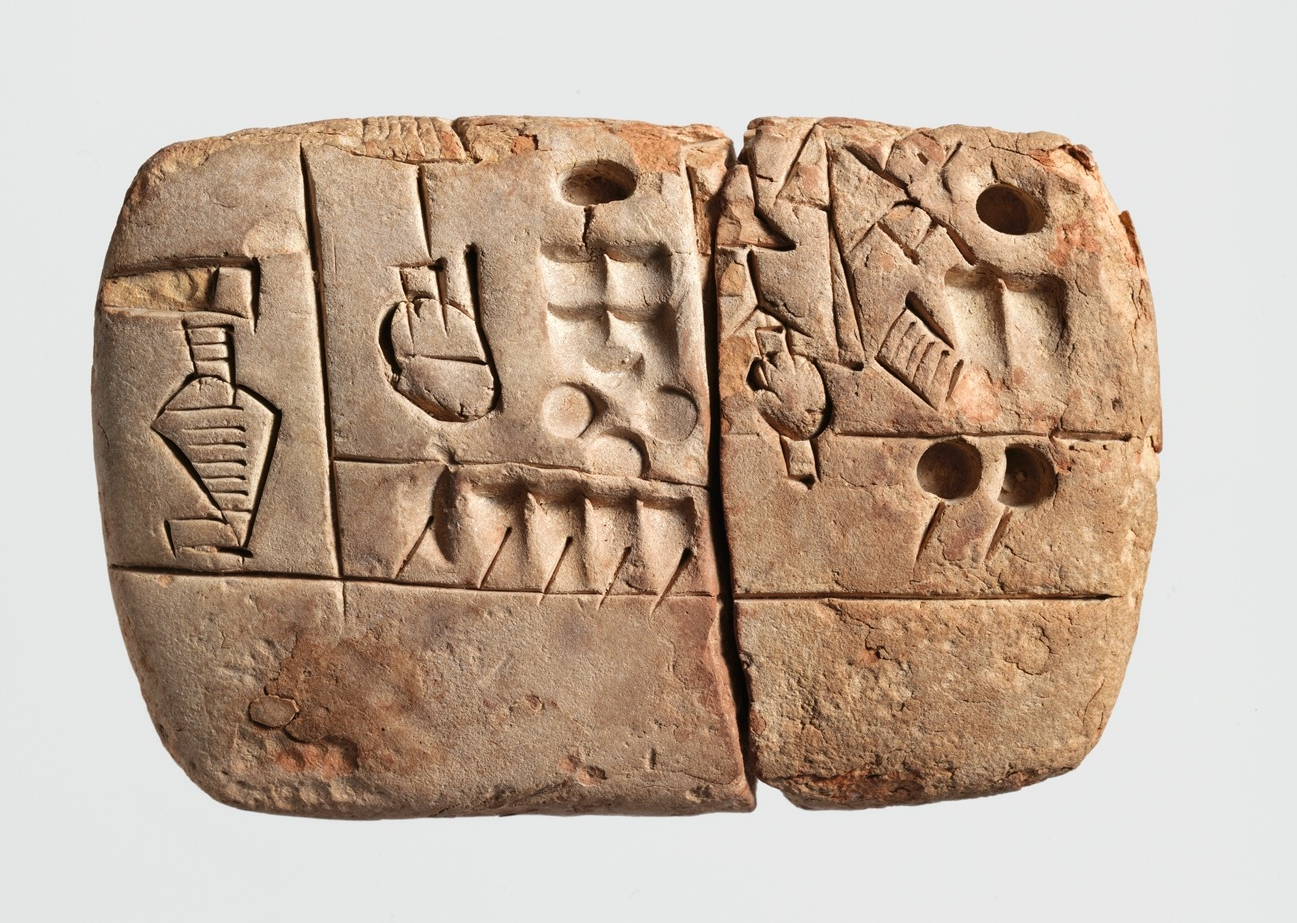
حساب إداري مكتوب بالخط المسماري البدائي بشأن حبوب الشعير والمالت (MET_DP293245)

حوالي170 لوحًا مشابهًا من أوروك الخامس(حوالي ق. 3500 BC )، وسوسة، ومواقع إيرانية أخرى مثل تيبي سيالك، تعتبر من عصور ما قبل العيلامية، على الرغم من وجود أوجه تشابه بينها وبين الكتابة المسمارية الأولية.قوائم العلامات والترجمات أقل وضوحًا لهذه الفئة.
كما هو الحال مع Proto-Elamite، كان أنتشار النظام محدودًا نسبيًا. عثر على الغالبية العظمى من النصوص المسمارية البدائية، التي يبلغ عددها حوالي 4000، في مدينة أوروك القديمة، على الرغم من وجودها أيضًا في سياقات ثانوية داخل منطقة إينا. تنقسم الألواح بشكل أساسي إلى نمطين: المجموعة السابقة(مستوى المبنى الرابع)تتميز بأشكال أكثر طبيعية، مكتوبة بقلم مدبب، والمجموعة اللاحقة(مستوى المبنى الثالث)بأسلوب أكثر تجريدًا، مصنوعة بأستخدام قلم غير حاد. وهذه تتوافق مع أواخر العصر الأوروكي حوالي ق. 3100 BC وجمدة نصر ق. 3000 BCفترات على التوالي.أستخدم العديد من الألواح لاحقًا كحشو أساس أثناء بناء مجمع معبد أوروك الثالث إينا. ويبدو إن السجلات كانت تعتبر ذات فائدة أو أهتمام مؤقت، وتم التخلص منها بسرعة.أدى التصنيف الطبقي الصعب إلى تغيير الإشارة إلى الألواح المستندة إلى طبقة الحفر إلى تسميتها بمرحلة الكتابة الرابعة والثالثة. على نحو مماثل للألواح، فإن الأختام الطينية المستخدمة سابقًا لتأمين الأوعية والأبواب انتهت في الحشوة بعد إزالتها.أدت المواقع وتحليل الختم إلى إقتراحات بأن الألواح نشأت في مكان آخر وانتهت في أوروك، حيث تم التخلص منها.
عثر على عدد أقل من الألواح في جمدة نصر(2 أوروك الخامسة، 236 أوروك الثالثة)، الأمة، إشنونة(2 أوروك الثالثة)، لارسا (23 أوروك الثالثة)، خفاجة، كيش(5 أوروك الثالثة)، وتل العقير(39). أوروك الثالث).تميل إلى أن تكون أقل تجزئة وتوجد أحيانًا في سياقات طبقية. شق بعضها طريقه إلى مجموعات خاصة وعامة مختلفة:يمكن تحديد مصدر بعضها من خلال أدلة داخلية، ولكن بالنسبة للبعض الآخر فإن مدينة المنشأ غير معروفة.على سبيل المثال، في عام 1988بيع 82 لوحًا كاملاً محفوظًا جيدًا من مجموعة إيرلنماير السويسرية في بازل بالمزاد العلني، وانتهى الأمر بمعظمها في مجموعات عامة.
عثر لانغدون أثناء أعمال التنقيب التي قام بها في عشرينيات القرن العشرين على نموذج بارز من هذه اللوحة، ويُطلق عليها غالبًا اسم" لوح كيش". توجد حاليًا نسخة من هذه القطعة الأثرية في مجموعة متحف أشموليان، بينما توجد النسخة الأصلية في متحف بغداد. تأريخ نشأتها غير واضح.

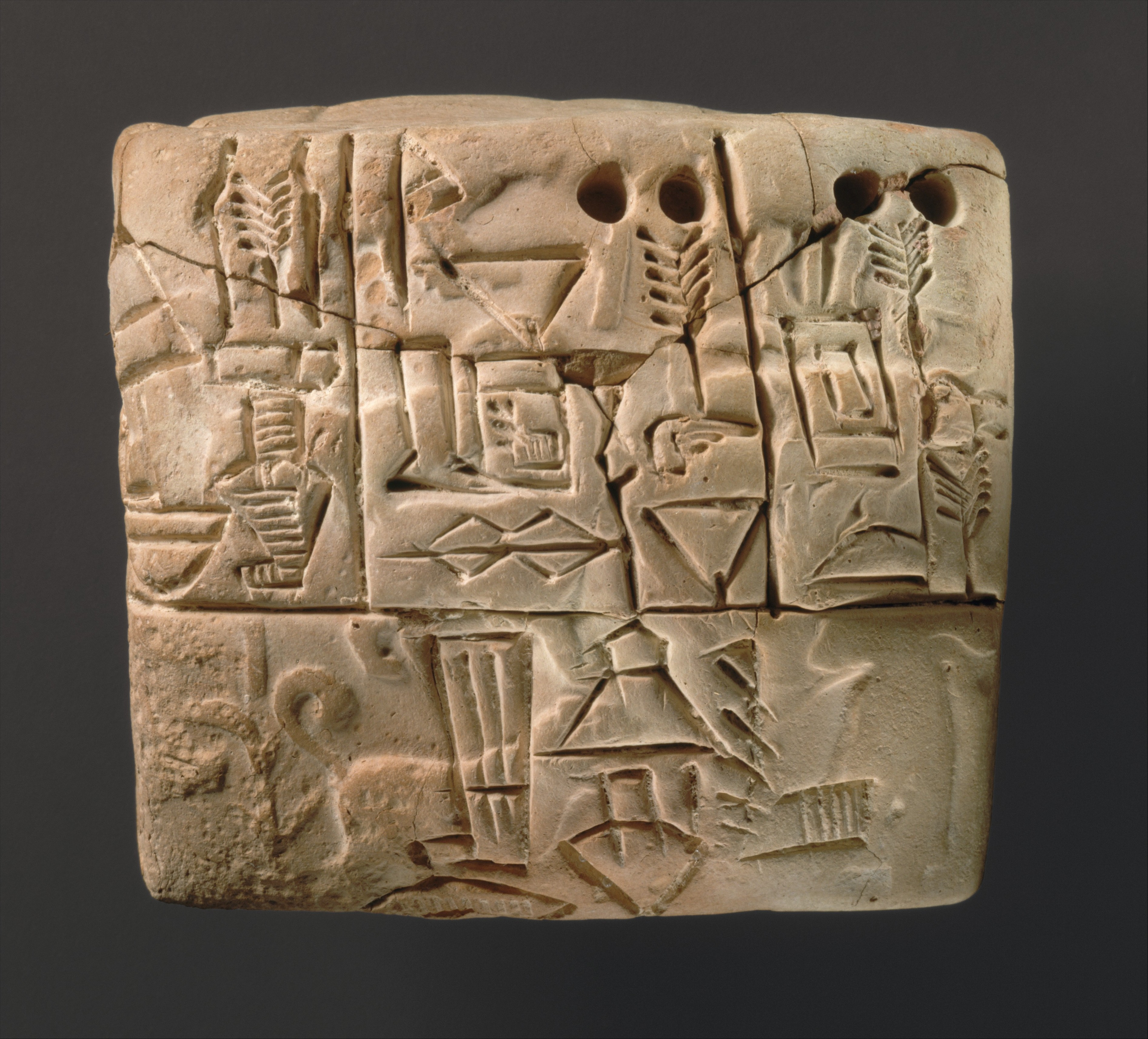
لوح مسماري بدائي – وصف إداري لتوزيع الشعير مع ختم أسطواني لشكل رجل وكلاب صيد وخنازير برية (MET_DT847)

## حالة فك الشفرة

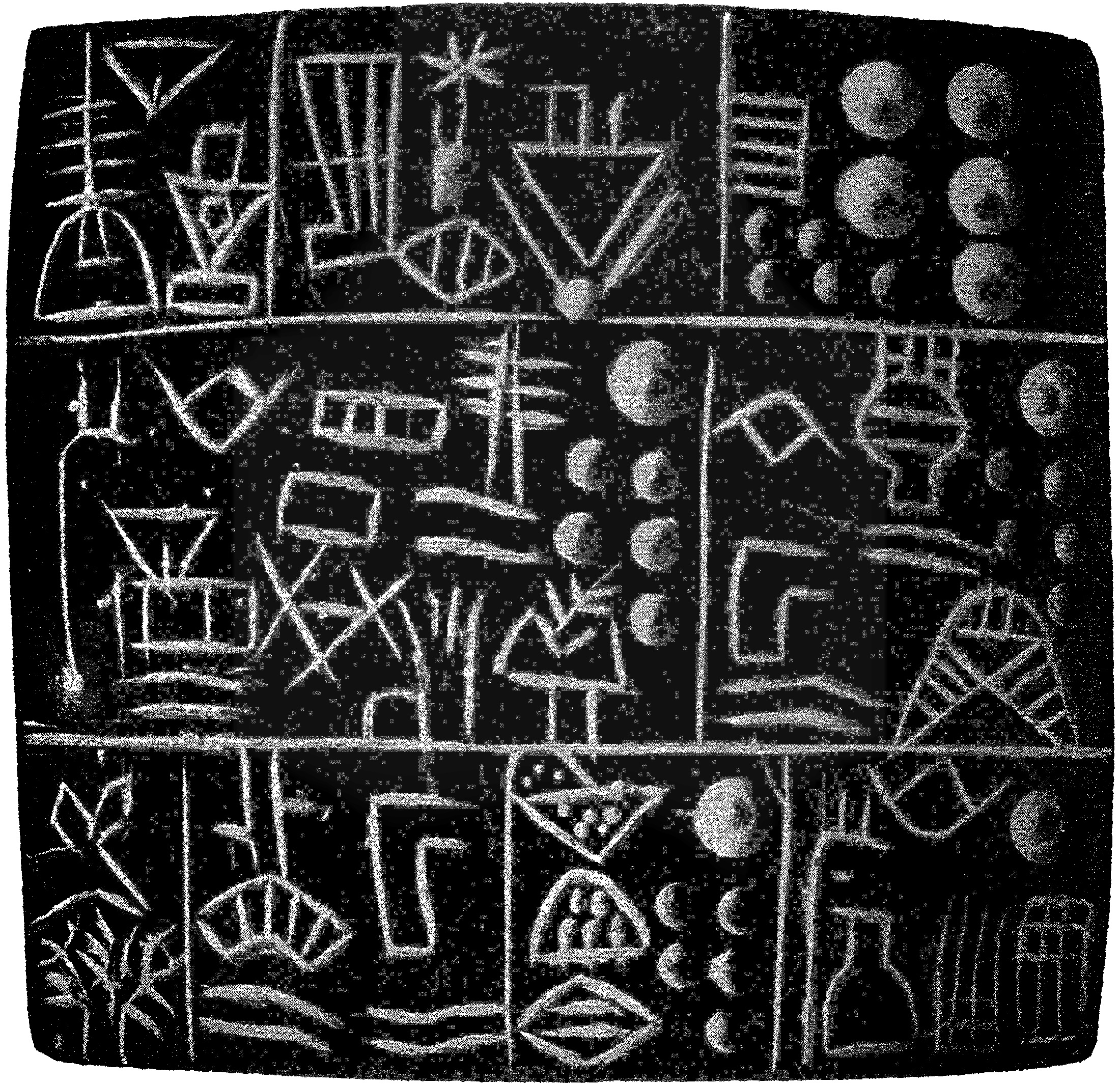
لوح مسماري قديم من تأليف إي إيه هوفمان

لفك رموز نظام كتابة غير معروف ويعمل بكامل طاقته،يحتاج العلماء عادةً إلى بعض المعرفة باللغة المنطوقة الأساسية،وبعض النصوص ثنائية اللغة،ومجموعة كبيرة من النصوص. لم يكن من الممكن الوصول إلى الكتابة المسمارية الأولية بأي من هذه الطرق، ولكن فك شفرتها ممكنًا لأنها لم تكن نظام كتابة كاملاً، بل تدوينًا متخصصًا للإدارة الاقتصادية. نصوصها نمطية وملموسة، مثل قوائم العناصر.
في عام 1928، مع النشر الأول للنصوص، طُورت قائمة بالعلامات الرقمية، بناءً على التشابه مع علامات فارا، أقدم النصوص المسمارية التي كانت الخلفاء المباشرين للنصوص المسمارية البدائية. والأرقام الستينية وأرقام المساحة متماثلة بشكل أساسي أيضًا. فُكت رموز النظام الرياضي للكتابة المسمارية البدائية واللغة العيلامية البدائية إلى حد كبير على مدى بضعة عقود بدءًا من سبعينيات القرن العشرين.تظل بعض التفاصيل غامضة، كما تظل العديد من التفاصيل المتفق عليها بشكل عام موضع نزاع. على سبيل المثال، يُعتقد أن(نظام ŠE E)هو مقياس للسعة، ولكن شكك في ذلك لأنه يوجد فقط في طبقات Uruk IV، وليس Uruk III اللاحقة، ويفتقر إلى علامات مقياس السعة.

## جرد العلامات
يوجد حاليًا حوالي 2000 علامة مسمارية بدائية معروفة:حوالي 350 رقميًا، و1100رمزًا فرديًا، و600 رمزًا مركبًا(مجموعات من العلامات الفردية). وثقت العلامات غير الرقمية في حوالي 40 ألف حالة. كان هناك درجة عالية من التباين في أستخدام العلامات:حوالي 530 علامة إثبتت مرة واحدة فقط، وحوالي610علامات إثبتت مرتين إلى عشر مرات، و370 علامة إثبتتمن 11 إلى 100مرة، وحوالي 104 علامات إثبتت أكثر من 100 مرة.وتم التعرف على العديد من العلامات بما في ذلك تلك الخاصة بالشعير والقمح الإيمر.

### أرقام
القاعدة الرقمية الأساسية للكتابة المسمارية البدائية، مثل الكتابة المسمارية اللاحقة، هي ستينية(القاعدة 60).أعتقد الباحثون في وقت سابق إن هذا النظام نشأ من طبقة أساسية سابقة من النظام العشري(القاعدة 10)، لكن هذه الفكرة فقدت قيمتها الآن.
تستخدم المنتجات المختلفة أنظمة قياس مختلفة، ويمكن أن تتغير حسب السياق. في لوح واحد، يمكن أستخدام(نظام ثنائي الستين B) لحصص الحبوب، و(نظام ŠE Š)للشعير، و(نظام ŠE Š")للقمح الحبشي. وهناك نظام آخر(نظام ŠE C)للسعة، عادةً للحبوب.وهناك ثلاثة عشر نظامًا رقميًا في المجموع( الستيني، والستيني S'، وثنائي الستين، وثنائي الستين B*، وGAN 2 ، وEN، وU 4 ، وŠE، وŠE'، وŠE"، وŠE*، وDUG b ، وDUG c) أستخدم نظام الكتابة العيلامية البدائية المعاصر سبعة منها فقط، ونصف العلامات الرقمية المسمارية البدائية الستين فقط.

## النصوص

قائمة المدن المسمارية البدائية

### إداري
أكبر مجموعة من النصوص المسمارية البدائية(حوالي 2000 من فترة أوروك الرابعةو3600 من فترة أوروك الثالثة)هي حسابات (سجلات اقتصادية).تتضمن مجموعة متنوعة من العناصر بما في ذلك الأشخاص والماشية والحبوب. من المربك أنه في كثير من الأحيان تكون هناك طرق متعددة لكتابة الأشياء. على سبيل المثال، يمكن إدراج الأشخاص حسب الجنس والعمر(بالغ، قاصر، طفل)؛أو بدون جنس حسب عدد الفئات العمرية(0-1، 3-10وما إلى ذلك).

### متنوع
فئة كبيرة أخرى(تضم حوالي اثني عشر مثالاً في أوروك الرابعة، وحوالي750 في أوروك الثالثة)تسمى"القوائم المعجمية"، ظهرت خلال أوروك الرابعة ولكنها أنتشرت في أوروك الثالثة.هذه قوائم العناصر في فئة مادية معينة:المعادن والمدن والأدوات. أستمرت الأمثلة حتى عصر الأسرات المبكرة والعصور البابلية القديمة.

## المنشورات
نشرت النصوص المسمارية البدائية من أوروك في سلسلة من الكتب(ATU)
- ATU 1.  آدم فالكنشتاين، "Archaische Texte aus Uruk"، برلين ولايبزيغ: Deutsche Forschungsgemein-schaft، Kommissionsverlag Otto Harrassowitz، 1936
- ATU 2.  MW Green und Hans J. Nissen, unter Mitarbeit von Peter Damerow und Robert K. Englund, "Zeichenliste der Archaischen Texte aus Uruk"، برلين، 1987(ردمك 978-3786114390)
- وحدة تكنولوجيا المعلومات والاتصالات 3. روبرت ك. إنجلوند وهانز ج. نيسن إنتر ميتاربيت فون بيتر داميرو، "Die Lexikalischen الاستماع der Archaischen Texte aus Uruk"، برلين، 1993(ردمك 978-3786116875)
- وحدة تكنولوجيا المعلومات والاتصالات 4. روبرت ك. إنجلوند وهانس جي نيسن، "Katalog der Archaischen Texte aus Uruk"
- وحدة تكنولوجيا المعلومات والاتصالات 5. Robert K. Englund unter Mitarbeit von RM Boehmer، “نصوص إدارية قديمة من أوروك: الحملات المبكرة”، برلين: Gebr. دار مان للنشر، 1994(ردمك 978-3786117452)
- وحدة تكنولوجيا المعلومات والاتصالات 6. Robert K. Englund und Hans J. Nissen unter Mitarbeit von RM Boehmer، "Archaische Verwaltungstexte aus Uruk: Vorderasiatisches Museum II"، برلين، 2005.(ردمك 978-3786125211)
- وحدة تكنولوجيا المعلومات 7. Robert K. Englund und Hans J. Nissen unter Mitarbeit von RM Boehmer، "Archaische Verwaltungstexte aus Uruk: Die Heidelberger Sammlung"، برلين، 2001.(ردمك 978-3786124023)

- ام اس في او 1. Robert K. Englund, Jean-Pierre Grégoire, and Roger J. Matthews, "النصوص المسمارية الأولية من جمدة نصر الأول: النسخ والترجمات الصوتية والمسرد"، المواد المقدمة من Schriftzeugnissen des Vorderen Orients Bd. 1. برلين: جيبر. مان، 1991(ردمك 9783786116462)
- MSVO 2. ماثيوز، ر. ج.، "المدن والأختام والكتابة: انطباعات الأختام القديمة من جمدة نصر وأور"، برلين: جبير. مان، 1993(ردمك 978-3786116868)
- MSVO 3. داميرو، ب. وإنجلوند، ر. ك. قادم. "النصوص المسمارية البدائية من مجموعة إيرلنماير" برلين.
- ام اس في او 4. روبرت ك. إنجلوند وروجر ج. ماثيوز، "نصوص مسمارية أولية من مجموعات متنوعة"، المواد المقدمة من Schriftzeugnissen des Vorderen Orients Bd. 4. برلين: جيبر. مان، 1996(ردمك 978-3786118756)
- كوساس 1. سلفاتوري ف. موناكو، "الألواح الأثرية لجامعة كورنيل (دراسات جامعة كورنيل في علم الآشوريات وعلم السومريات)"، آيزنبراونز، 2007(ردمك 978-1934309001)
- كوساس 21. سلفاتوري موناكو، "الفقاعات والألواح القديمة في مجموعات جامعة كورنيل (دراسات جامعة كورنيل في علم الآشوريات وعلم السومريات)"، 2014(ردمك 978-1-934309-55-1)
- كوساس 31. سلفاتوري ف. موناكو، "الألواح المسمارية القديمة من المجموعات الخاصة (دراسات جامعة كورنيل في علم الآشوريات وعلم السومريات)"، 2016(ردمك 978-1-934309-65-0)

## يونيكود
أُقترحت كتلة Unicode التي تشفر الكتابة المسمارية البدائية في البداية في عام2020.ولكن لم تُقبل رسميًا بعد من قبل الكونسورتيوم، على الرغم من إن ترميز الأحرف للأشكال اللاحقة من الكتابة المسمارية تم إضفاء الطابع الرسمي عليها.

## المعرض

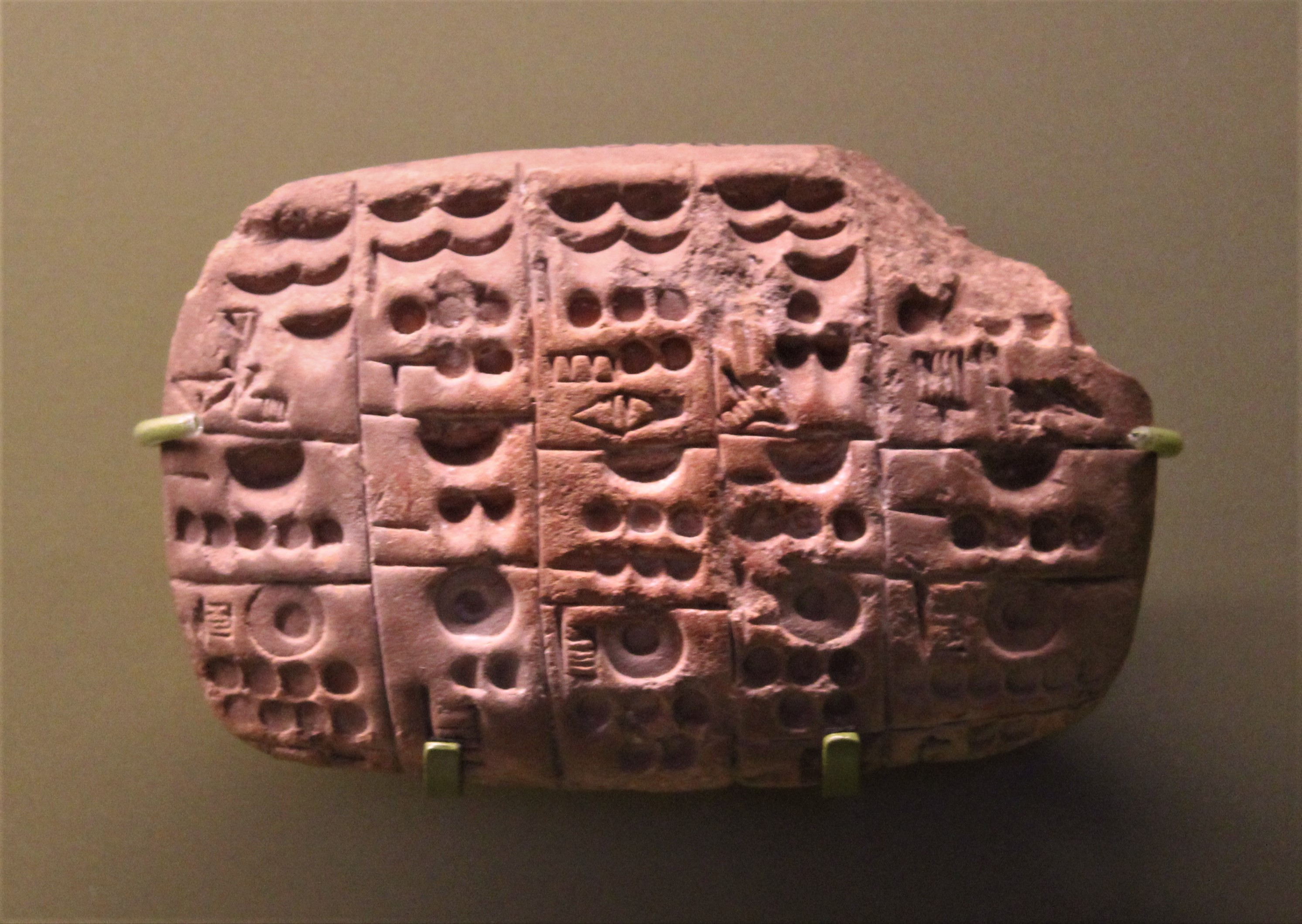
لوحة جمدة نصر AN1926.583
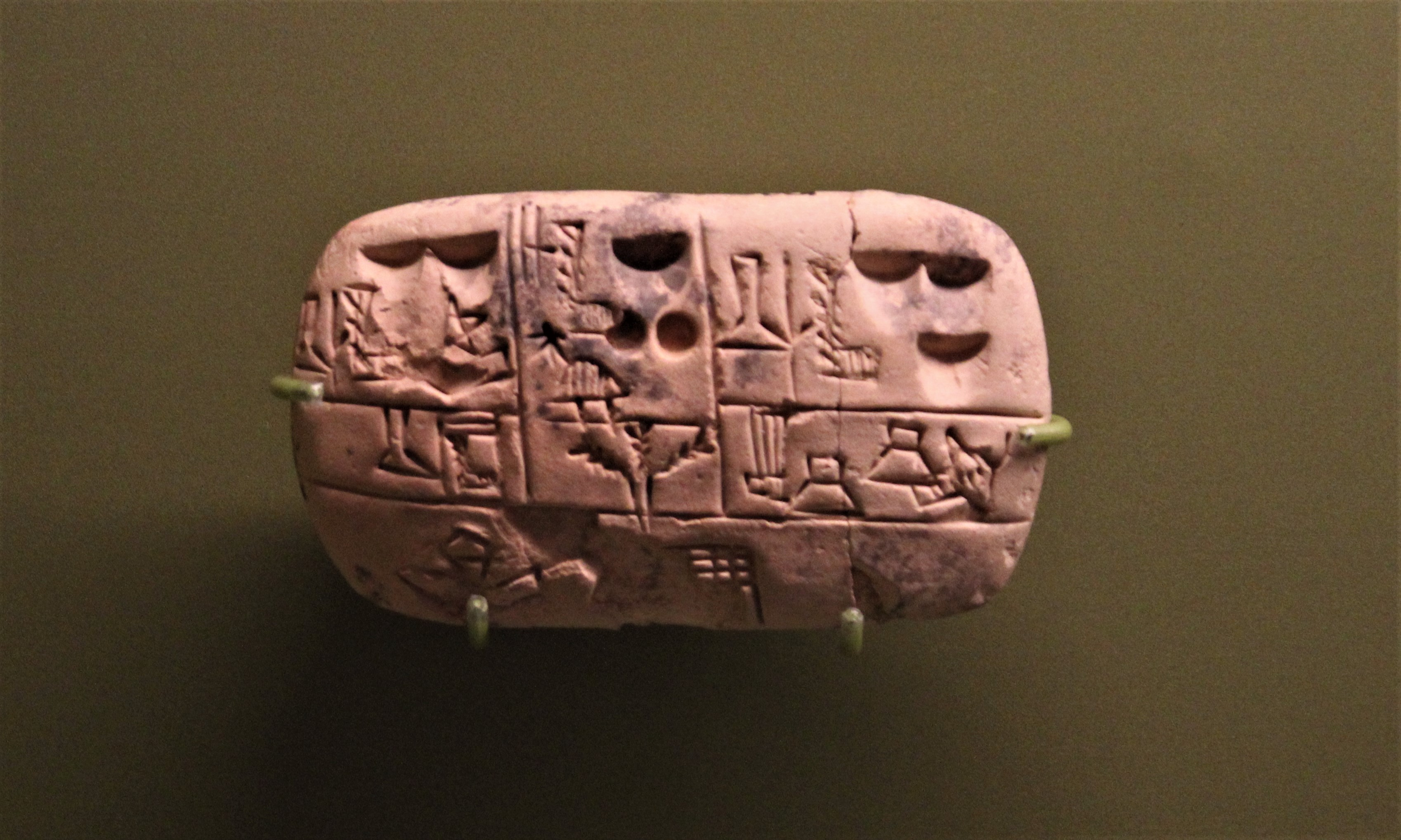
لوحة جمدة نصر AN1926.602
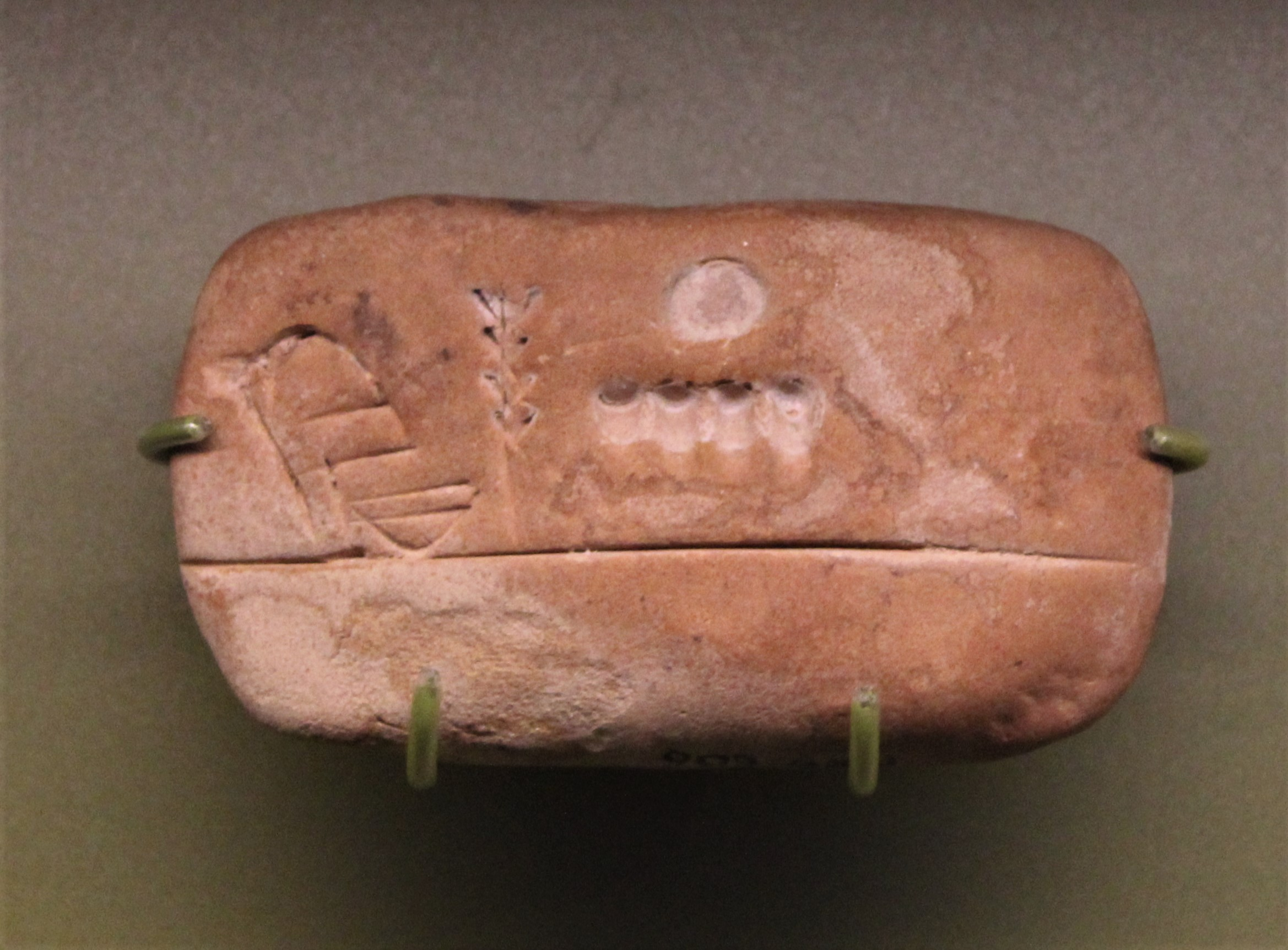
قرص جمدة نصر AN1926.606
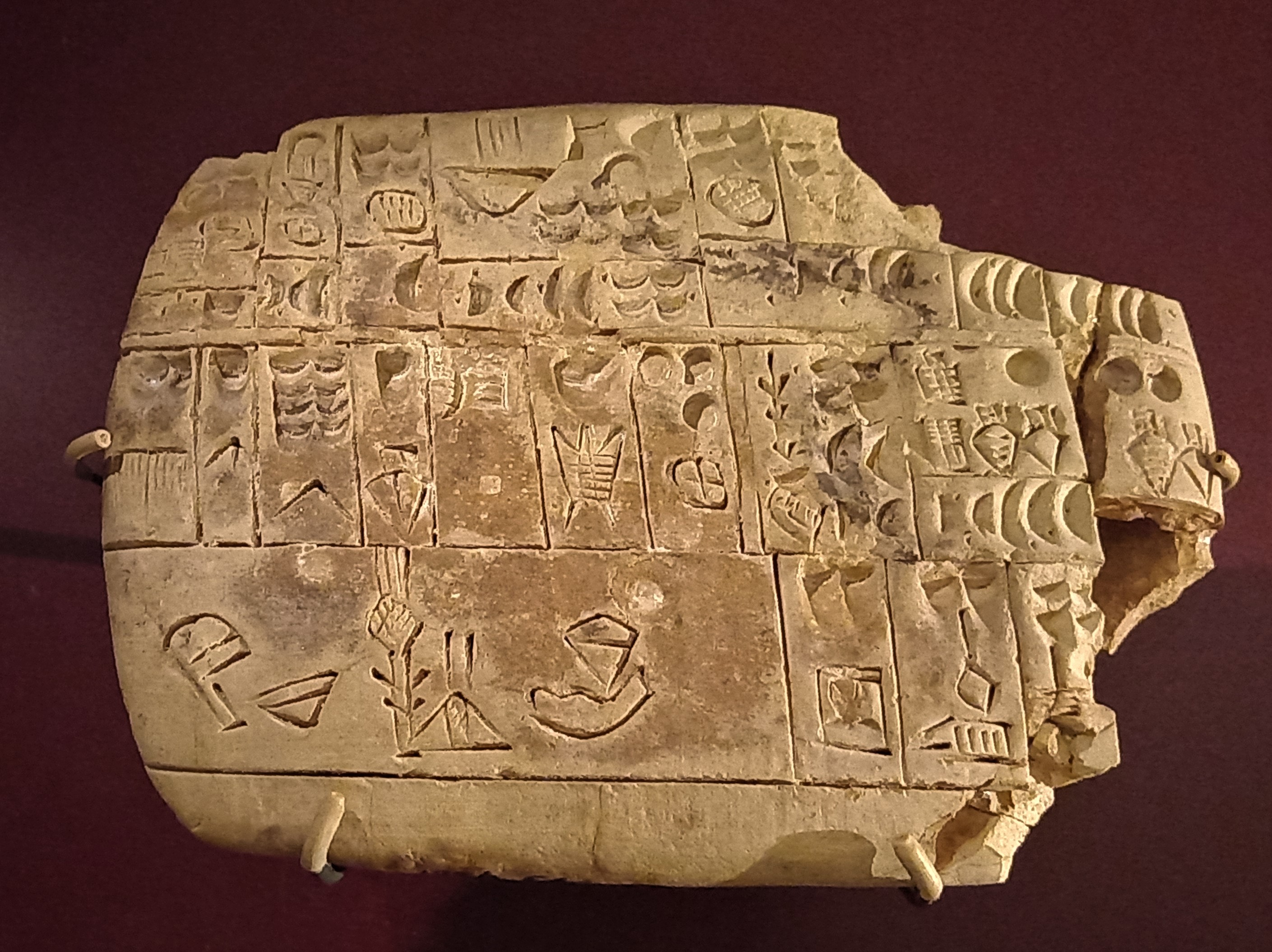
لوحة جمدة نصر AN1926.564
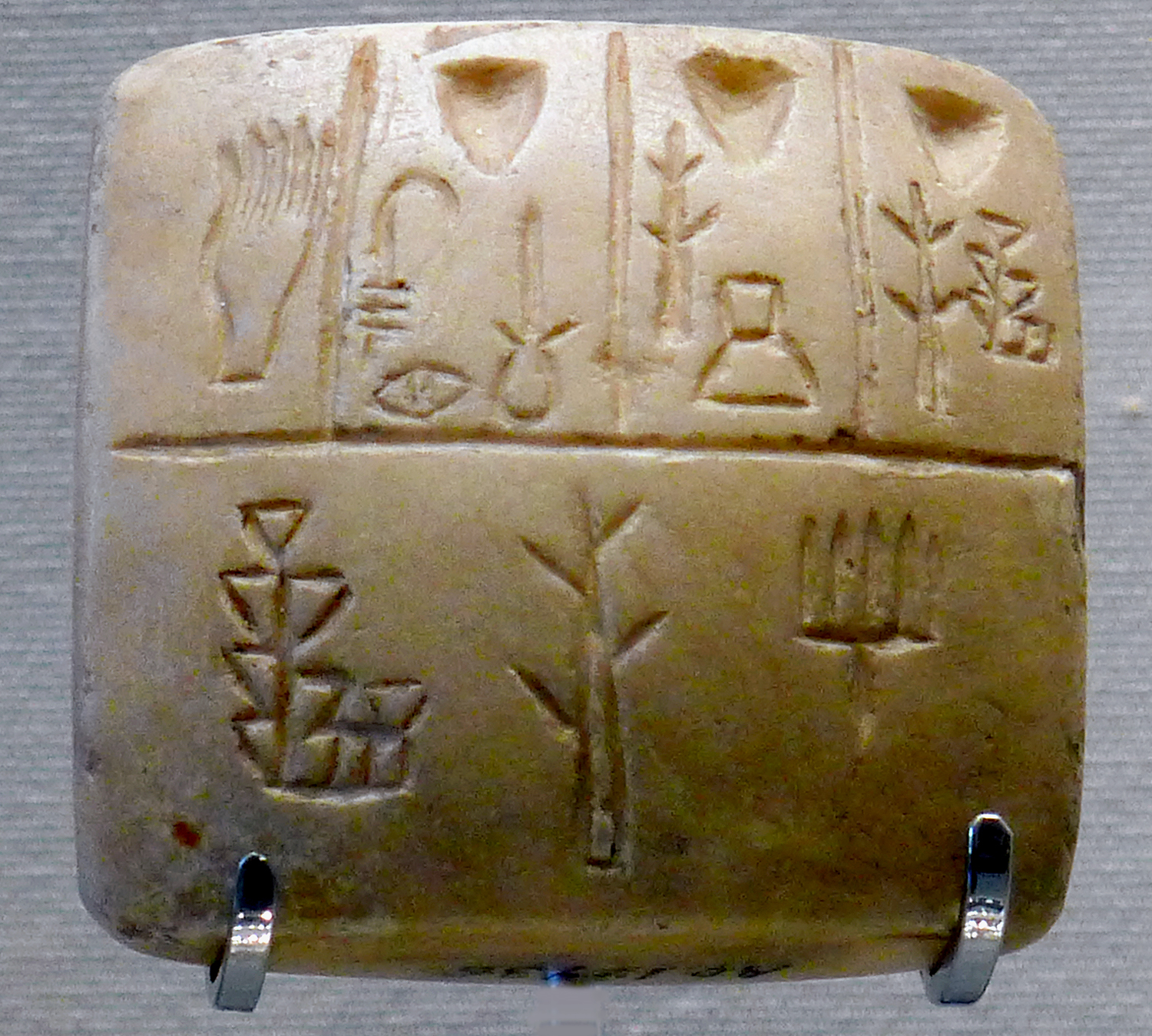
متحف اللوفر أوروك الثالث لوح الكتابة الصغير AO19936
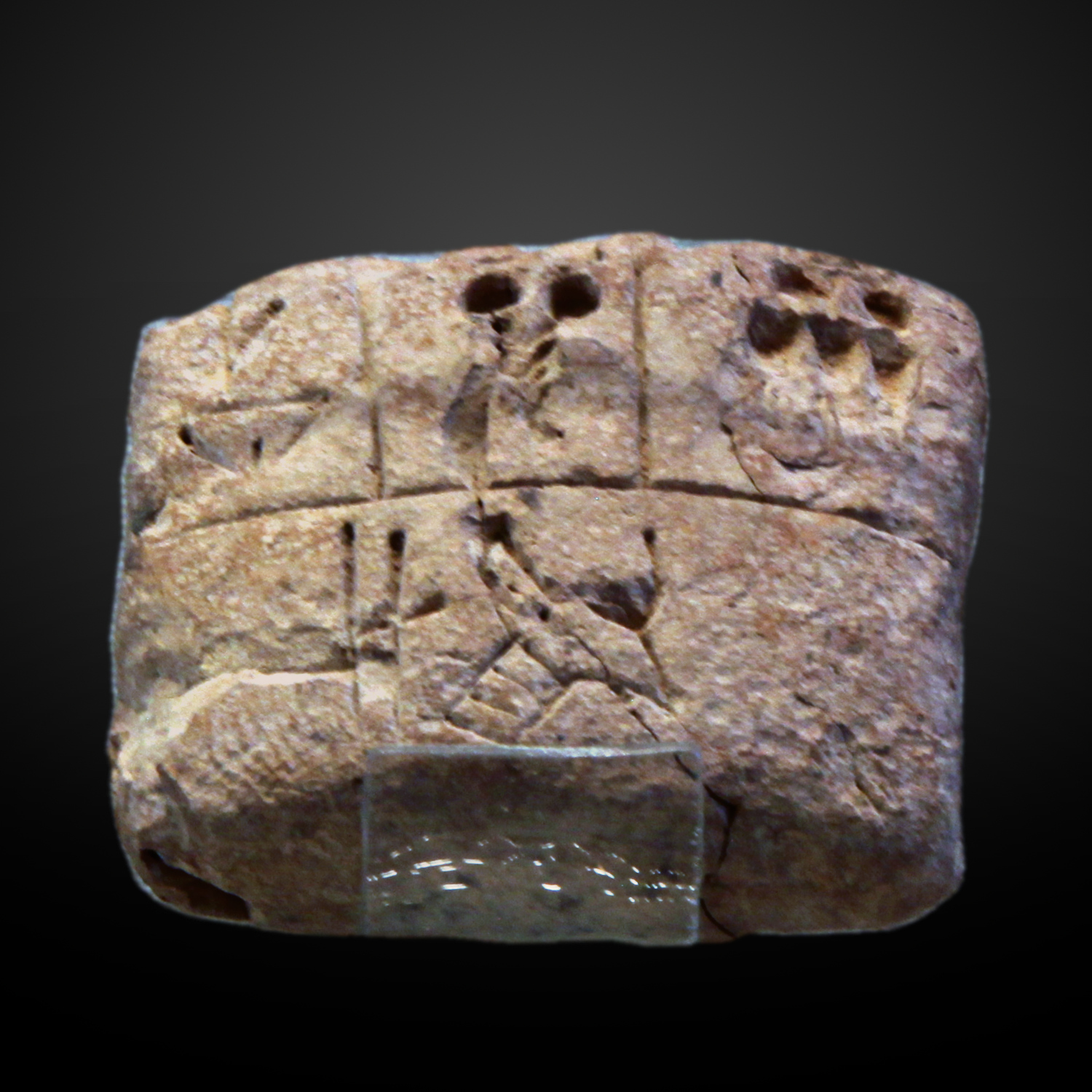
لوح ما قبل الإسفين-AO 8856-IMG 9155-gradient
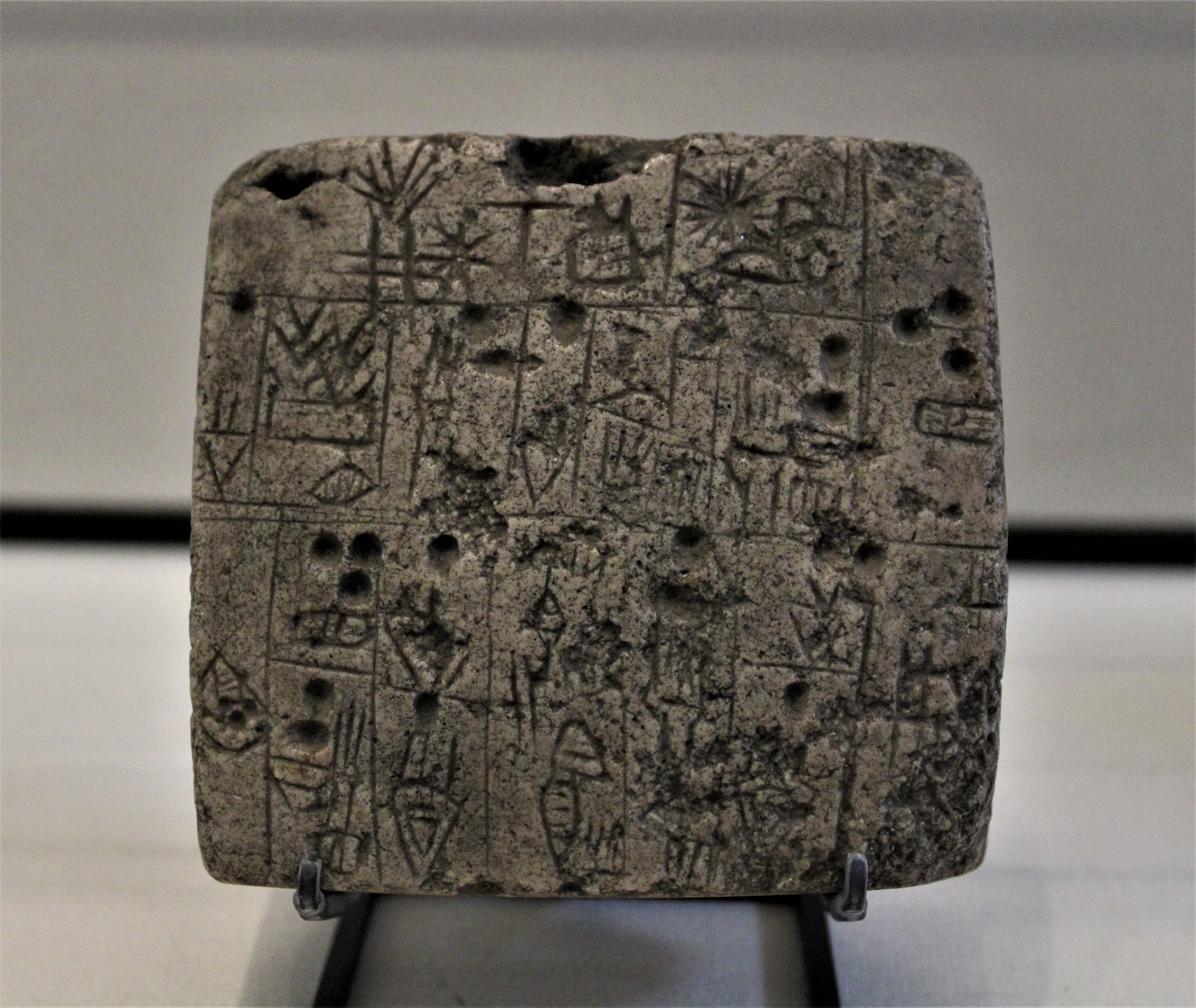
قرص قرصي الشكل AO 2753
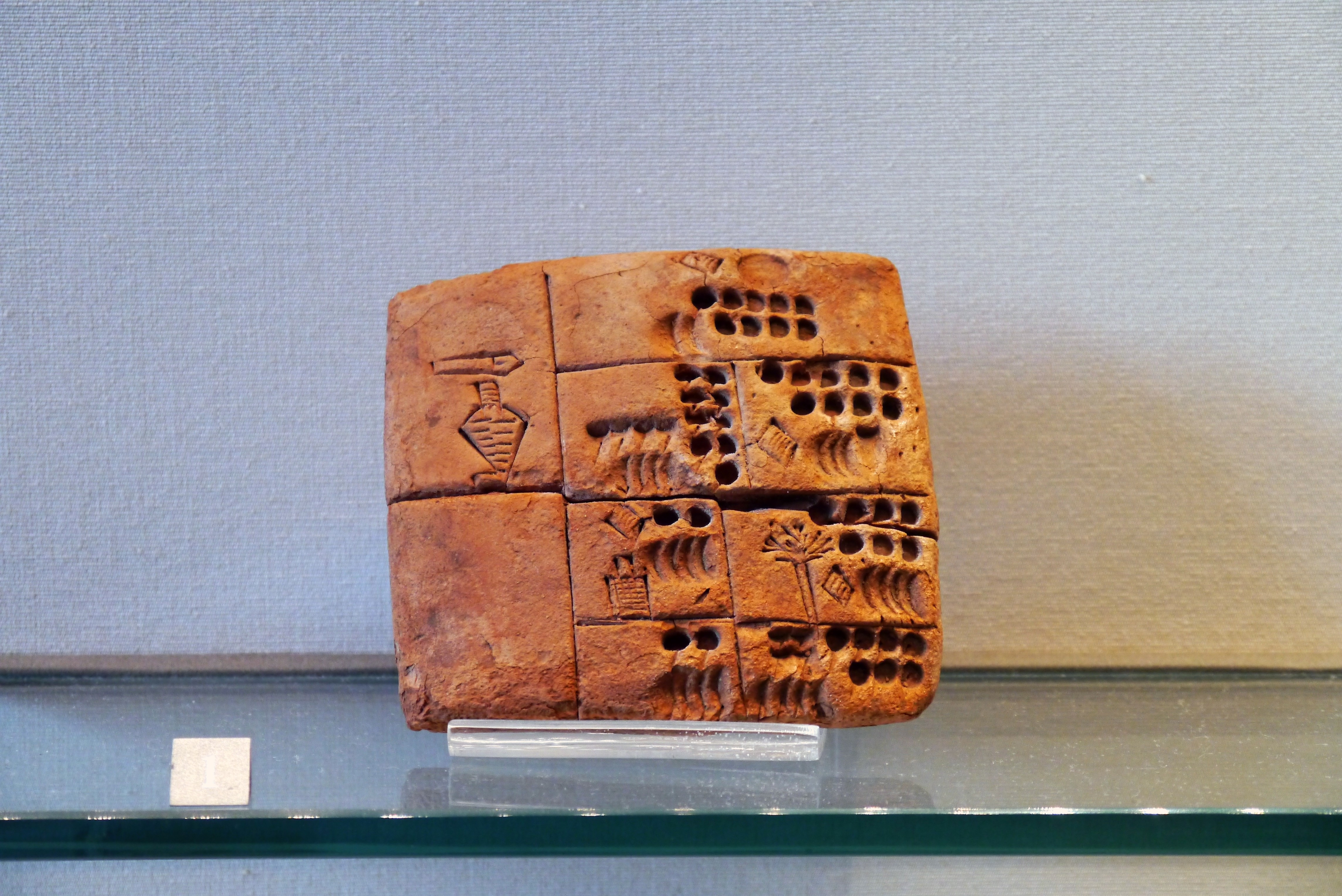
لوح طيني - متحف اللوفر - AO29562
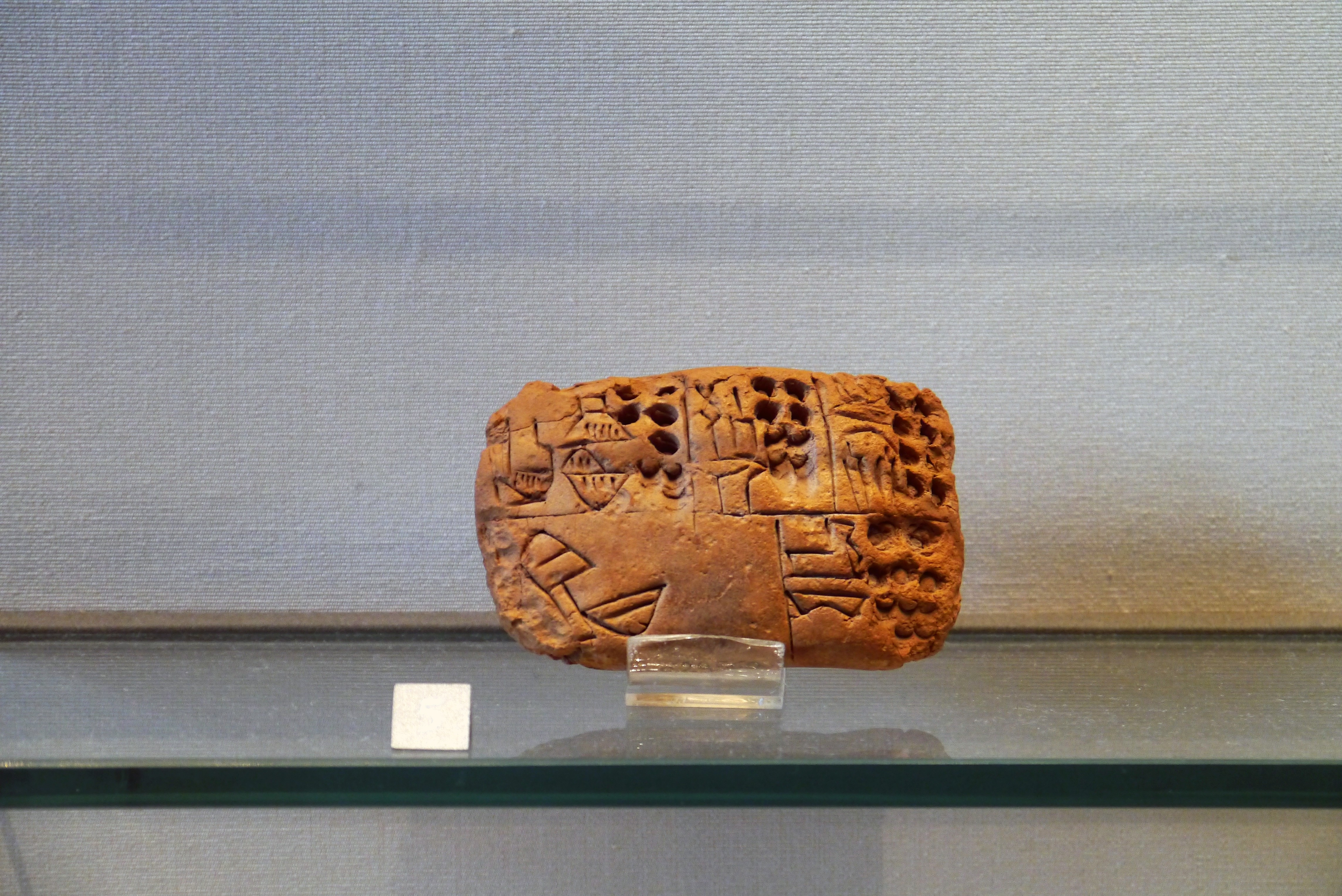
لوح طيني - متحف اللوفر - AO29560
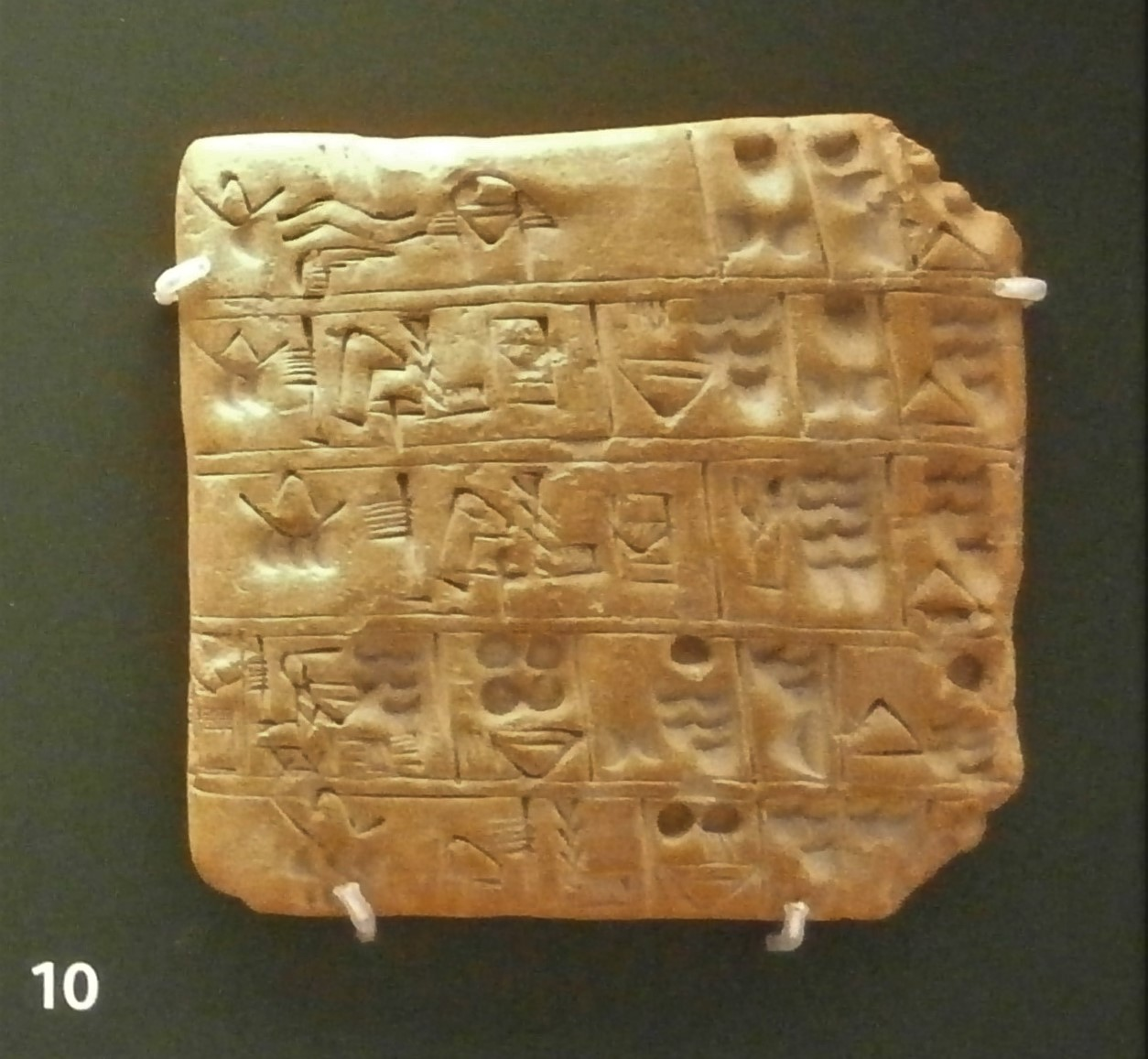
قائمة خمسة أيام - جمدة نصر
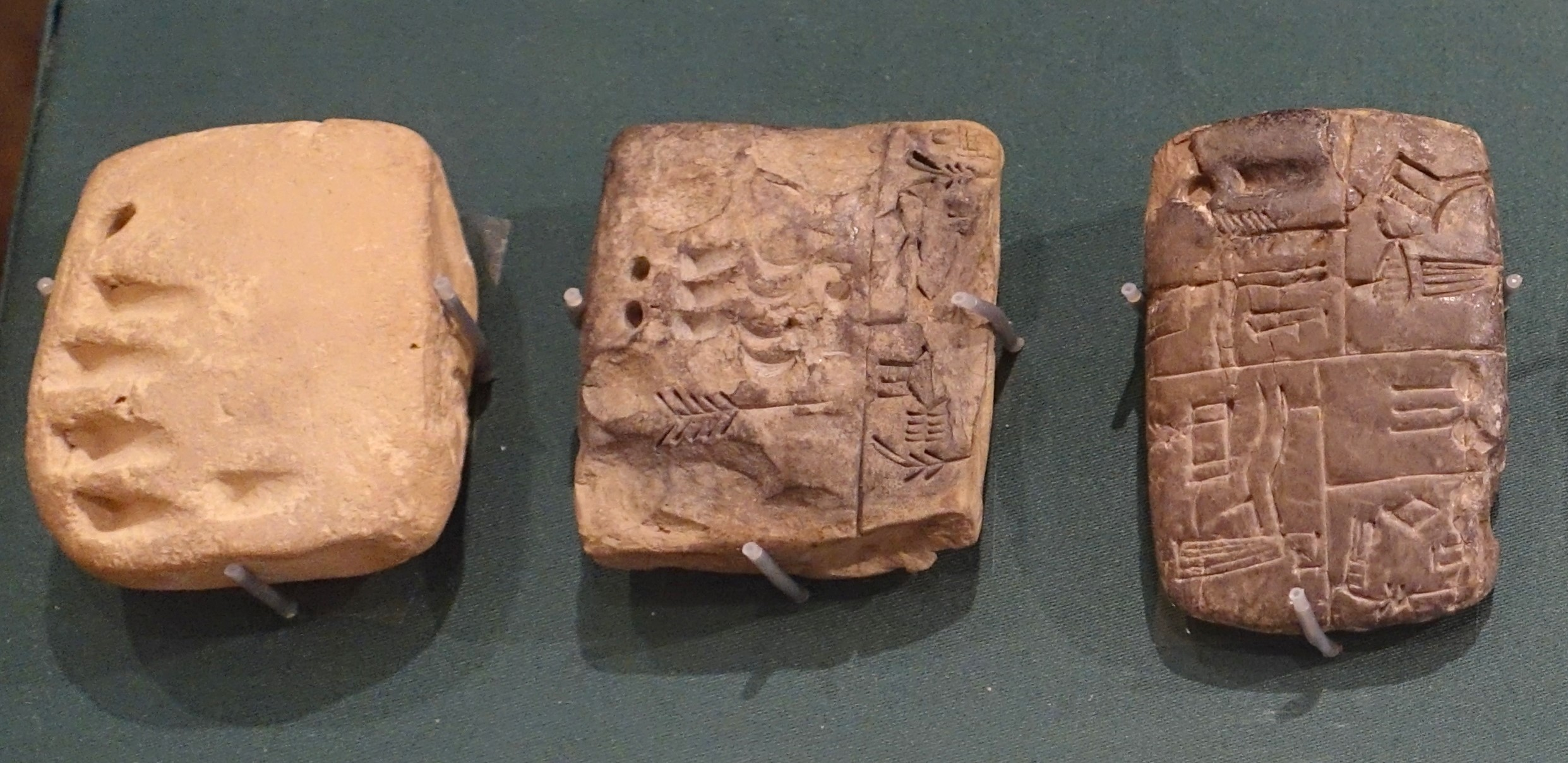
ألواح رقمية وكتابات مسمارية بدائية - المعهد الشرقي
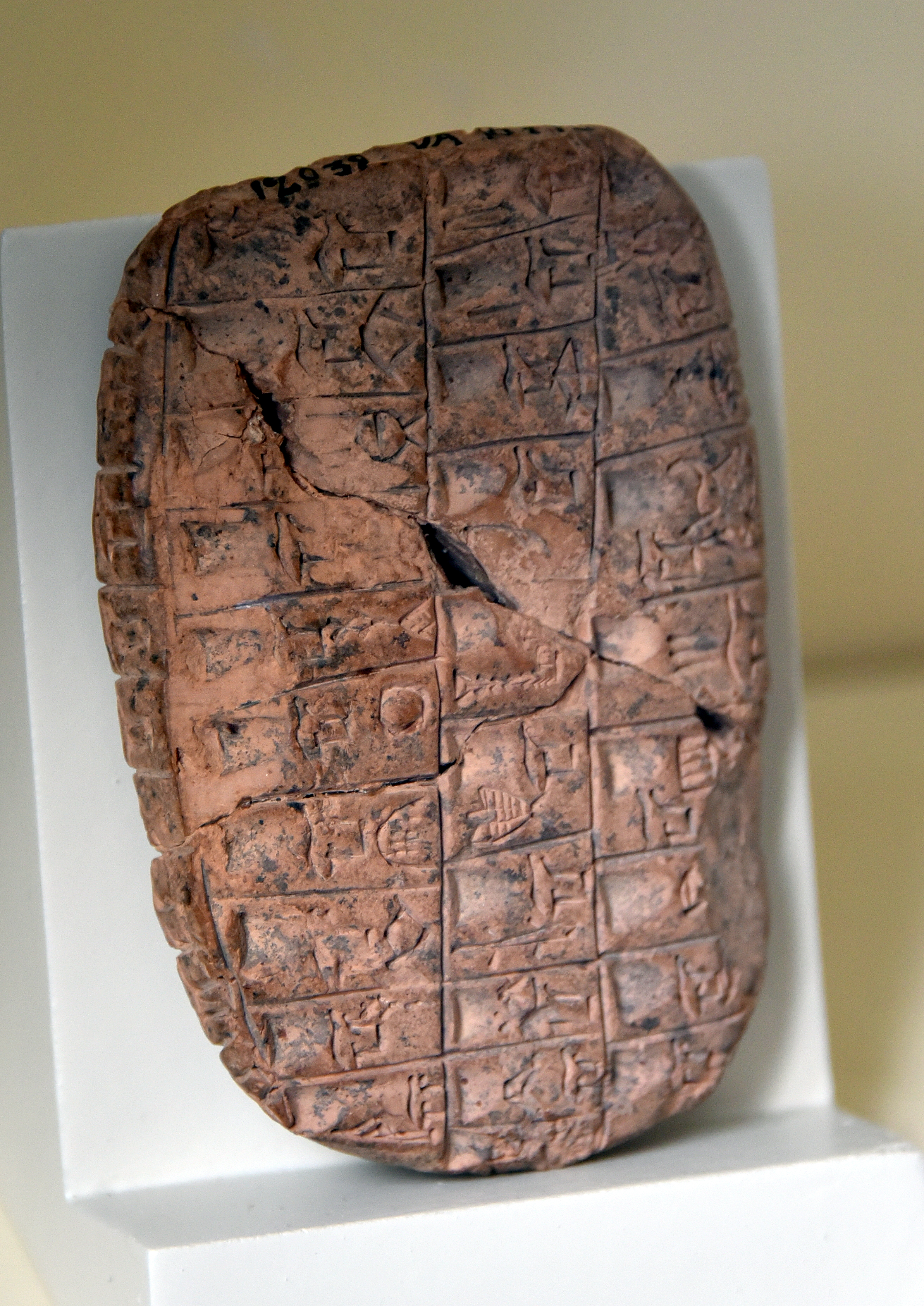
لوح طيني، نص معجمي، يسرد 58 مصطلحًا مختلفًا للخنزير. من اوروك، العراق. 3200 قبل الميلاد. متحف بيرغاموم
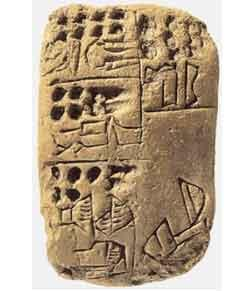
لوحة إدارية تعود إلى مدة أوروك
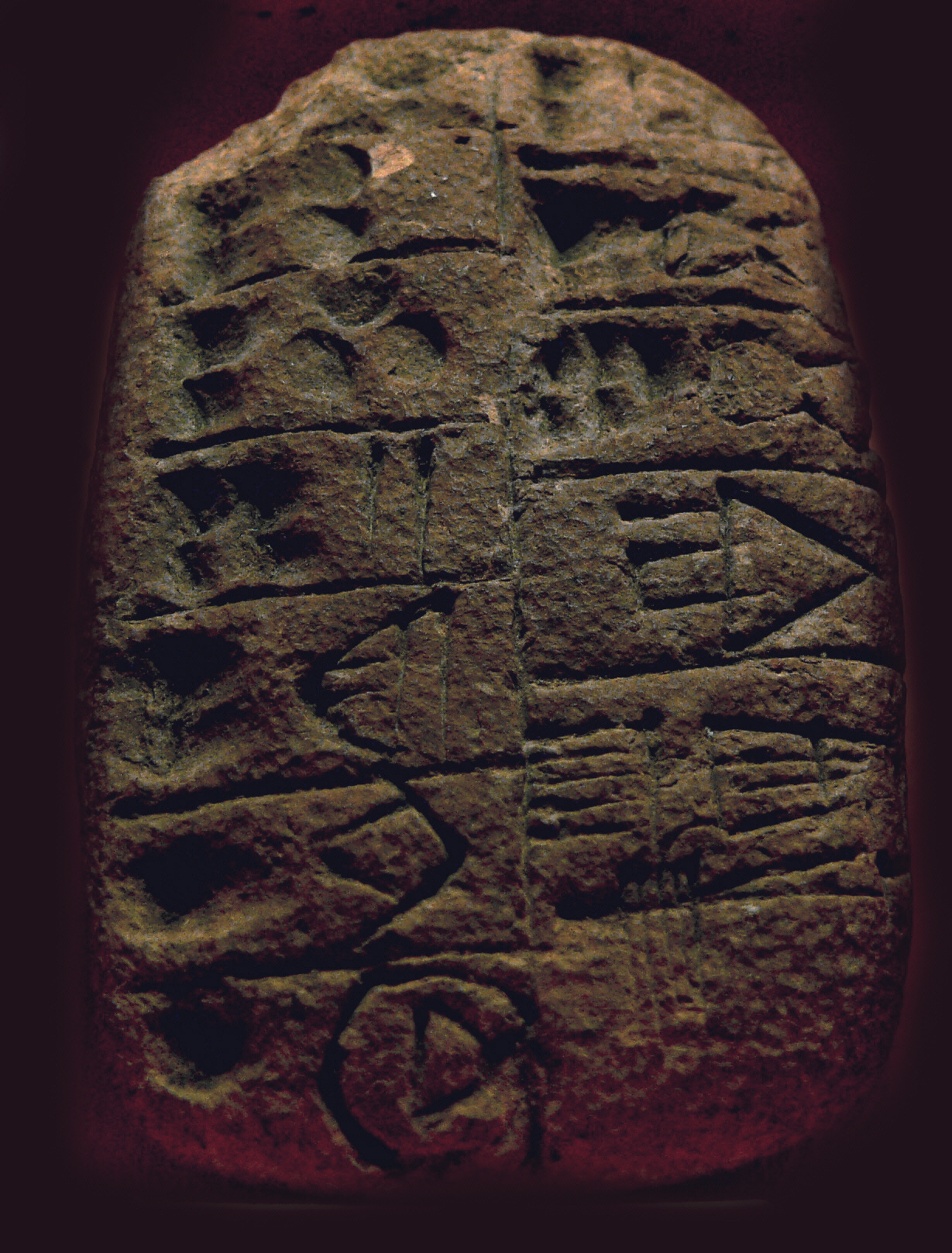
Tontäfelchen بلاد ما بين النهرين 3200vChr 2
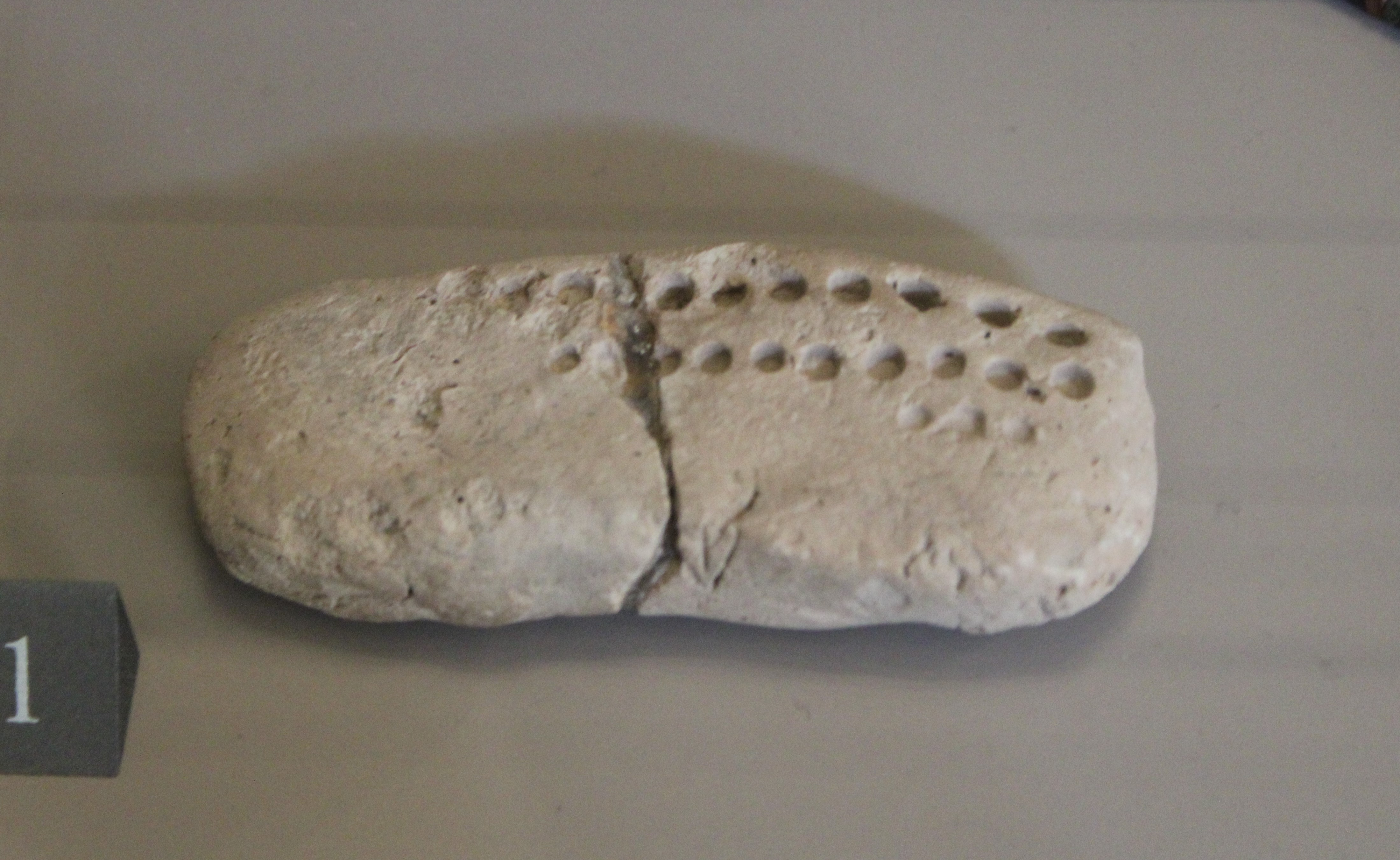
لوح رقم سيالك الرابع
ضمادة متورمة من البدلة
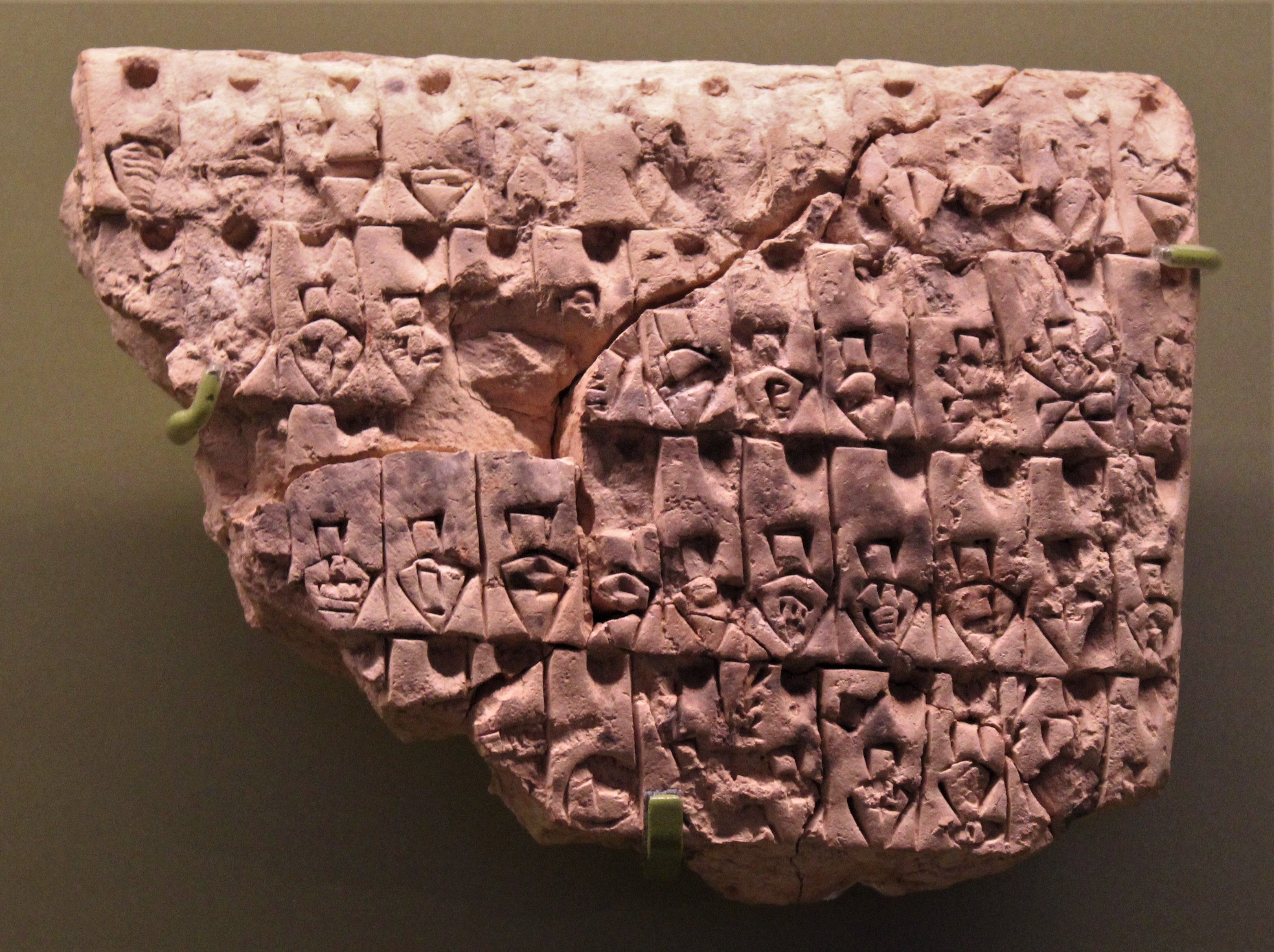